# Turdoides leucopygia
Turdoides leucopygia е вид птица от семейство Leiothrichidae.

## Разпространение
Видът е разпространен в Еритрея, Етиопия, Сомалия, Судан и Южен Судан.